# II liga argentyńska w piłce nożnej (2004/2005)
Primera B Nacional 2004/2005
Mistrzem drugiej ligi argentyńskiej został klub Tiro Federal Rosario, natomiast wicemistrzem - klub Gimnasia y Esgrima Jujuy.
Drugą ligę argentyńską po sezonie 2004/05 opuściły następujące kluby
| Klub                                | Przyczyna                                                               |
| ----------------------------------- | ----------------------------------------------------------------------- |
| Tiro Federal Rosario                | Awans do I ligi (mistrz II ligi)                                        |
| Gimnasia y Esgrima Jujuy            | Awans do I ligi (wicemistrz II ligi)                                    |
| Defensores de Belgrano Buenos Aires | Spadek do III ligi (ostatni w tabeli spadkowej Metropolitana)           |
| Sarmiento Junín                     | Spadek do III ligi (ostatni w tabeli spadkowej Interior)                |
| Racing Córdoba                      | Spadek do III ligi prowincjonalnej Torneo Argentino A (przegrany baraż) |

Do drugiej ligi argentyńskiej po sezonie 2004/05 przybyły następujące kluby
| Klub                   | Przyczyna                                                             |
| ---------------------- | --------------------------------------------------------------------- |
| Almagro Buenos Aires   | Spadek z I ligi (przedostatni w tabeli spadkowej 2004/05)             |
| Huracán Tres Arroyos   | Spadek z I ligi (ostatni w tabeli spadkowej 2004/05)                  |
| CA Tigre               | Awans z III ligi (mistrz Primera C Metropolitana)                     |
| Ben Hur Rafaela        | Awans z III ligi (mistrz Torneo Argentino A)                          |
| Aldosivi Mar del Plata | Awans z III ligi (wicemistrz Torneo Argentino A po zwycięskim barażu) |

## Torneo Apertura 2004/05

### Apertura 1
| Data             | Mecz                                                         |
| ---------------- | ------------------------------------------------------------ |
| 12 sierpnia 2004 | Nueva Chicago Buenos Aires - Tiro Federal Rosario 0:0        |
| 14 sierpnia 2004 | Sarmiento Junín - Belgrano Córdoba 0:0                       |
| 14 sierpnia 2004 | Godoy Cruz Antonio Tomba - Gimnasia y Esgrima Jujuy 2:3      |
| 14 sierpnia 2004 | Defensa y Justicia Buenos Aires - CAI Comodoro Rivadavia 0:0 |
| 14 sierpnia 2004 | Chacarita Juniors - Unión Santa Fe 0:0                       |
| 14 sierpnia 2004 | Talleres Córdoba. - Club El Porvenir 0:0                     |
| 14 sierpnia 2004 | Defensores de Belgrano Buenos Aires - Racing Córdoba. 2:3    |
| 15 sierpnia 2004 | San Martín San Juan - Ferro Carril Oeste 1:1                 |
| 15 sierpnia 2004 | Juventud Antoniana Salta - San Martín Mendoza 1:2            |
| 16 sierpnia 2004 | Atlético Rafaela - CA Huracán 0:1                            |

### Apertura 2
| Data             | Mecz                                                      |
| ---------------- | --------------------------------------------------------- |
| 19 sierpnia 2004 | Talleres Córdoba. - Sarmiento Junín 1:1                   |
| 21 sierpnia 2004 | Club El Porvenir - Atlético Rafaela 3:0                   |
| 21 sierpnia 2004 | CA Huracán - Juventud Antoniana Salta 1:1                 |
| 21 sierpnia 2004 | Unión Santa Fe - Defensores de Belgrano Buenos Aires 3:0  |
| 21 sierpnia 2004 | Ferro Carril Oeste - Defensa y Justicia Buenos Aires 4:1  |
| 21 sierpnia 2004 | CAI Comodoro Rivadavia - Godoy Cruz Antonio Tomba 0:0     |
| 21 sierpnia 2004 | Tiro Federal Rosario - Belgrano Córdoba 0:0               |
| 22 sierpnia 2004 | San Martín Mendoza - Chacarita Juniors 2:1                |
| 22 sierpnia 2004 | Gimnasia y Esgrima Jujuy - Nueva Chicago Buenos Aires 2:1 |
| 23 sierpnia 2004 | Racing Córdoba. - San Martín San Juan 1:1                 |

### Apertura 3
| Data             | Mecz                                                         |
| ---------------- | ------------------------------------------------------------ |
| 26 sierpnia 2004 | Juventud Antoniana Salta - Club El Porvenir 2:0              |
| 28 sierpnia 2004 | Sarmiento Junín - Tiro Federal Rosario 2:4                   |
| 28 sierpnia 2004 | Belgrano Córdoba - Gimnasia y Esgrima Jujuy 1:0              |
| 28 sierpnia 2004 | Nueva Chicago Buenos Aires - CAI Comodoro Rivadavia 1:0      |
| 28 sierpnia 2004 | Godoy Cruz Antonio Tomba - Ferro Carril Oeste 0:1            |
| 28 sierpnia 2004 | Defensa y Justicia Buenos Aires - Racing Córdoba. 2:0        |
| 28 sierpnia 2004 | Defensores de Belgrano Buenos Aires - San Martín Mendoza 0:2 |
| 28 sierpnia 2004 | Atlético Rafaela - Talleres Córdoba. 2:1                     |
| 29 sierpnia 2004 | San Martín San Juan - Unión Santa Fe 3:1                     |
| 30 sierpnia 2004 | Chacarita Juniors - CA Huracán 0:1                           |

### Apertura 4
| Data            | Mecz                                                 |
| --------------- | ---------------------------------------------------- |
| 2 września 2004 | Ferro Carril Oeste - Nueva Chicago Buenos Aires 1:1  |
| 3 września 2004 | Atlético Rafaela - Sarmiento Junín 4:0               |
| 3 września 2004 | Racing Córdoba. - Godoy Cruz Antonio Tomba 3:1       |
| 4 września 2004 | CA Huracán - Defensores de Belgrano Buenos Aires 2:1 |
| 4 września 2004 | CAI Comodoro Rivadavia - Belgrano Córdoba 1:0        |
| 5 września 2004 | Talleres Córdoba. - Juventud Antoniana Salta 2:0     |
| 5 września 2004 | San Martín Mendoza - San Martín San Juan 0:0         |
| 5 września 2004 | Unión Santa Fe - Defensa y Justicia Buenos Aires 2:0 |
| 5 września 2004 | Gimnasia y Esgrima Jujuy - Tiro Federal Rosario 1:1  |
| 6 września 2004 | Club El Porvenir - Chacarita Juniors 2:2             |

### Apertura 5
| Data             | Mecz                                                       |
| ---------------- | ---------------------------------------------------------- |
| 9 września 2004  | San Martín San Juan - CA Huracán 1:0                       |
| 10 września 2004 | Juventud Antoniana Salta - Atlético Rafaela 2:1            |
| 11 września 2004 | Sarmiento Junín - Gimnasia y Esgrima Jujuy 1:1             |
| 11 września 2004 | Tiro Federal Rosario - CAI Comodoro Rivadavia 2:1          |
| 11 września 2004 | Nueva Chicago Buenos Aires - Racing Córdoba. 0:0           |
| 11 września 2004 | Godoy Cruz Antonio Tomba - Unión Santa Fe 5:1              |
| 11 września 2004 | Defensa y Justicia Buenos Aires - San Martín Mendoza 2:1   |
| 11 września 2004 | Defensores de Belgrano Buenos Aires - Club El Porvenir 1:1 |
| 11 września 2004 | Chacarita Juniors - Talleres Córdoba. 1:4                  |
| 13 września 2004 | Belgrano Córdoba - Ferro Carril Oeste 0:0                  |

### Apertura 6
| Data             | Mecz                                                        |
| ---------------- | ----------------------------------------------------------- |
| 16 września 2004 | Unión Santa Fe - Nueva Chicago Buenos Aires 0:1             |
| 17 września 2004 | Juventud Antoniana Salta - Sarmiento Junín 2:1              |
| 18 września 2004 | Club El Porvenir - San Martín San Juan 1:0                  |
| 18 września 2004 | Racing Córdoba. - Belgrano Córdoba 2:1                      |
| 18 września 2004 | Ferro Carril Oeste - Tiro Federal Rosario 1:0               |
| 18 września 2004 | CAI Comodoro Rivadavia - Gimnasia y Esgrima Jujuy 1:2       |
| 19 września 2004 | Talleres Córdoba. - Defensores de Belgrano Buenos Aires 0:3 |
| 19 września 2004 | CA Huracán - Defensa y Justicia Buenos Aires 0:4            |
| 19 września 2004 | San Martín Mendoza - Godoy Cruz Antonio Tomba 1:0           |
| 20 września 2004 | Atlético Rafaela - Chacarita Juniors 0:3                    |

### Apertura 7
| Data             | Mecz                                                       |
| ---------------- | ---------------------------------------------------------- |
| 24 września 2004 | Gimnasia y Esgrima Jujuy - Ferro Carril Oeste 2:0          |
| 24 września 2004 | San Martín San Juan - Talleres Córdoba. 1:0                |
| 25 września 2004 | Sarmiento Junín - CAI Comodoro Rivadavia 2:1               |
| 25 września 2004 | Tiro Federal Rosario - Racing Córdoba. 2:1                 |
| 25 września 2004 | Belgrano Córdoba - Unión Santa Fe 2:1                      |
| 25 września 2004 | Nueva Chicago Buenos Aires - San Martín Mendoza 3:1        |
| 25 września 2004 | Defensa y Justicia Buenos Aires - Club El Porvenir 1:3     |
| 25 września 2004 | Defensores de Belgrano Buenos Aires - Atlético Rafaela 3:0 |
| 25 września 2004 | Chacarita Juniors - Juventud Antoniana Salta 1:1           |
| 27 września 2004 | Godoy Cruz Antonio Tomba - CA Huracán 1:2                  |

### Apertura 8
| Data                | Mecz                                                               |
| ------------------- | ------------------------------------------------------------------ |
| 30 września 2004    | San Martín Mendoza - Belgrano Córdoba 0:0                          |
| 1 października 2004 | Juventud Antoniana Salta - Defensores de Belgrano Buenos Aires 0:0 |
| 1 października 2004 | Atlético Rafaela - San Martín San Juan 3:1                         |
| 1 października 2004 | Racing Córdoba. - Gimnasia y Esgrima Jujuy 0:1                     |
| 1 października 2004 | Ferro Carril Oeste - CAI Comodoro Rivadavia 1:3                    |
| 2 października 2004 | Chacarita Juniors - Sarmiento Junín 2:3                            |
| 2 października 2004 | Club El Porvenir - Godoy Cruz Antonio Tomba 2:2                    |
| 2 października 2004 | CA Huracán - Nueva Chicago Buenos Aires 2:0                        |
| 2 października 2004 | Unión Santa Fe - Tiro Federal Rosario 1:1                          |
| 4 października 2004 | Talleres Córdoba. - Defensa y Justicia Buenos Aires 2:0            |

### Apertura 9
| Data                 | Mecz                                                        |
| -------------------- | ----------------------------------------------------------- |
| 7 października 2004  | Defensores de Belgrano Buenos Aires - Chacarita Juniors 1:2 |
| 8 października 2004  | Nueva Chicago Buenos Aires - Club El Porvenir 2:0           |
| 8 października 2004  | San Martín San Juan - Juventud Antoniana Salta 2:2          |
| 9 października 2004  | Godoy Cruz Antonio Tomba - Talleres Córdoba. 1:0            |
| 10 października 2004 | CAI Comodoro Rivadavia - Racing Córdoba. 2:1                |
| 10 października 2004 | Gimnasia y Esgrima Jujuy - Unión Santa Fe 3:2               |
| 10 października 2004 | Tiro Federal Rosario - San Martín Mendoza 5:2               |
| 10 października 2004 | Belgrano Córdoba - CA Huracán 1:2                           |
| 10 października 2004 | Defensa y Justicia Buenos Aires - Atlético Rafaela 1:3      |
| 11 października 2004 | Sarmiento Junín - Ferro Carril Oeste 0:2                    |

### Apertura 10
| Data                 | Mecz                                                           |
| -------------------- | -------------------------------------------------------------- |
| 15 października 2004 | Juventud Antoniana Salta - Defensa y Justicia Buenos Aires 0:1 |
| 15 października 2004 | Atlético Rafaela - Godoy Cruz Antonio Tomba 2:1                |
| 16 października 2004 | Defensores de Belgrano Buenos Aires - Sarmiento Junín 2:0      |
| 16 października 2004 | Chacarita Juniors - San Martín San Juan 2:1                    |
| 16 października 2004 | Club El Porvenir - Belgrano Córdoba 2:1                        |
| 16 października 2004 | CA Huracán - Tiro Federal Rosario 1:4                          |
| 16 października 2004 | Unión Santa Fe - CAI Comodoro Rivadavia 2:0                    |
| 17 października 2004 | Talleres Córdoba. - Nueva Chicago Buenos Aires 2:1             |
| 17 października 2004 | San Martín Mendoza - Gimnasia y Esgrima Jujuy 1:1              |
| 18 października 2004 | Racing Córdoba. - Ferro Carril Oeste 1:2                       |

### Apertura 11
| Data                 | Mecz                                                          |
| -------------------- | ------------------------------------------------------------- |
| 21 października 2004 | Defensa y Justicia Buenos Aires - Chacarita Juniors 1:1       |
| 22 października 2004 | San Martín San Juan - Defensores de Belgrano Buenos Aires 1:2 |
| 23 października 2004 | Sarmiento Junín - Racing Córdoba. 2:2                         |
| 23 października 2004 | CAI Comodoro Rivadavia - San Martín Mendoza 2:0               |
| 23 października 2004 | Tiro Federal Rosario - Club El Porvenir 0:0                   |
| 23 października 2004 | Belgrano Córdoba - Talleres Córdoba. 1:0                      |
| 23 października 2004 | Nueva Chicago Buenos Aires - Atlético Rafaela 1:2             |
| 23 października 2004 | Godoy Cruz Antonio Tomba - Juventud Antoniana Salta 0:2       |
| 25 października 2004 | Ferro Carril Oeste - Unión Santa Fe 0:1                       |
| 25 października 2004 | Gimnasia y Esgrima Jujuy - CA Huracán 0:2                     |

### Apertura 12
| Data                 | Mecz                                                                      |
| -------------------- | ------------------------------------------------------------------------- |
| 28 października 2004 | Juventud Antoniana Salta - Nueva Chicago Buenos Aires 2:2                 |
| 29 października 2004 | San Martín San Juan - Sarmiento Junín 2:0                                 |
| 29 października 2004 | Atlético Rafaela - Belgrano Córdoba 4:1                                   |
| 30 października 2004 | Defensores de Belgrano Buenos Aires - Defensa y Justicia Buenos Aires 0:1 |
| 30 października 2004 | Chacarita Juniors - Godoy Cruz Antonio Tomba 3:1                          |
| 30 października 2004 | Club El Porvenir - Gimnasia y Esgrima Jujuy 1:0                           |
| 30 października 2004 | CA Huracán - CAI Comodoro Rivadavia 4:0                                   |
| 30 października 2004 | Unión Santa Fe - Racing Córdoba. 2:2                                      |
| 31 października 2004 | San Martín Mendoza - Ferro Carril Oeste 2:0                               |
| 1 listopada 2004     | Talleres Córdoba. - Tiro Federal Rosario 1:0                              |

### Apertura 13
| Data             | Mecz                                                               |
| ---------------- | ------------------------------------------------------------------ |
| 4 listopada 2004 | Ferro Carril Oeste - CA Huracán 1:0                                |
| 5 listopada 2004 | Racing Córdoba. - San Martín Mendoza 2:0                           |
| 6 listopada 2004 | Sarmiento Junín - Unión Santa Fe 2:5                               |
| 6 listopada 2004 | CAI Comodoro Rivadavia - Club El Porvenir 0:1                      |
| 6 listopada 2004 | Gimnasia y Esgrima Jujuy - Talleres Córdoba. 1:1                   |
| 6 listopada 2004 | Belgrano Córdoba - Juventud Antoniana Salta 4:2                    |
| 6 listopada 2004 | Nueva Chicago Buenos Aires - Chacarita Juniors 2:0                 |
| 6 listopada 2004 | Godoy Cruz Antonio Tomba - Defensores de Belgrano Buenos Aires 5:0 |
| 6 listopada 2004 | Defensa y Justicia Buenos Aires - San Martín San Juan 0:2          |
| 8 listopada 2004 | Tiro Federal Rosario - Atlético Rafaela 2:1                        |

### Apertura 14
| Data              | Mecz                                                                 |
| ----------------- | -------------------------------------------------------------------- |
| 11 listopada 2004 | Chacarita Juniors - Belgrano Córdoba 1:2                             |
| 13 listopada 2004 | Atlético Rafaela - Gimnasia y Esgrima Jujuy 3:2                      |
| 14 listopada 2004 | Defensa y Justicia Buenos Aires - Sarmiento Junín 4:0                |
| 14 listopada 2004 | San Martín San Juan - Godoy Cruz Antonio Tomba 0:0                   |
| 14 listopada 2004 | Juventud Antoniana Salta - Tiro Federal Rosario 0:1                  |
| 14 listopada 2004 | Talleres Córdoba. - CAI Comodoro Rivadavia 1:2                       |
| 14 listopada 2004 | San Martín Mendoza - Unión Santa Fe 1:1                              |
| 14 listopada 2004 | CA Huracán - Racing Córdoba. 4:1                                     |
| 14 listopada 2004 | Club El Porvenir - Ferro Carril Oeste 1:1                            |
| 15 listopada 2004 | Defensores de Belgrano Buenos Aires - Nueva Chicago Buenos Aires 0:1 |

### Apertura 15
| Data              | Mecz                                                           |
| ----------------- | -------------------------------------------------------------- |
| 18 listopada 2004 | Ferro Carril Oeste - Talleres Córdoba. 1:0                     |
| 19 listopada 2004 | Godoy Cruz Antonio Tomba - Defensa y Justicia Buenos Aires 0:0 |
| 20 listopada 2004 | Sarmiento Junín - San Martín Mendoza 2:0                       |
| 20 listopada 2004 | Unión Santa Fe - CA Huracán 3:1                                |
| 20 listopada 2004 | Racing Córdoba. - Club El Porvenir 1:0                         |
| 20 listopada 2004 | CAI Comodoro Rivadavia - Atlético Rafaela 1:0                  |
| 20 listopada 2004 | Nueva Chicago Buenos Aires - San Martín San Juan 1:0           |
| 21 listopada 2004 | Gimnasia y Esgrima Jujuy - Juventud Antoniana Salta 4:2        |
| 21 listopada 2004 | Belgrano Córdoba - Defensores de Belgrano Buenos Aires 2:1     |
| 22 listopada 2004 | Tiro Federal Rosario - Chacarita Juniors 2:1                   |

### Apertura 16
| Data              | Mecz                                                             |
| ----------------- | ---------------------------------------------------------------- |
| 25 listopada 2004 | Club El Porvenir - Unión Santa Fe 3:1                            |
| 26 listopada 2004 | San Martín San Juan - Belgrano Córdoba 0:0                       |
| 27 listopada 2004 | Godoy Cruz Antonio Tomba - Sarmiento Junín 2:0                   |
| 27 listopada 2004 | Defensores de Belgrano Buenos Aires - Tiro Federal Rosario 0:0   |
| 27 listopada 2004 | Chacarita Juniors - Gimnasia y Esgrima Jujuy 0:0                 |
| 27 listopada 2004 | CA Huracán - San Martín Mendoza 1:1                              |
| 28 listopada 2004 | Defensa y Justicia Buenos Aires - Nueva Chicago Buenos Aires 0:2 |
| 28 listopada 2004 | Juventud Antoniana Salta - CAI Comodoro Rivadavia 0:0            |
| 28 listopada 2004 | Talleres Córdoba. - Racing Córdoba. 1:1                          |
| 29 listopada 2004 | Atlético Rafaela - Ferro Carril Oeste 1:1                        |

### Apertura 17
| Data           | Mecz                                                               |
| -------------- | ------------------------------------------------------------------ |
| 2 grudnia 2004 | Nueva Chicago Buenos Aires - Godoy Cruz Antonio Tomba 2:3          |
| 3 grudnia 2004 | San Martín Mendoza - Club El Porvenir 3:0                          |
| 4 grudnia 2004 | Sarmiento Junín - CA Huracán 0:0                                   |
| 4 grudnia 2004 | Racing Córdoba. - Atlético Rafaela 3:3                             |
| 4 grudnia 2004 | Ferro Carril Oeste - Juventud Antoniana Salta 2:2                  |
| 4 grudnia 2004 | CAI Comodoro Rivadavia - Chacarita Juniors 2:1                     |
| 4 grudnia 2004 | Tiro Federal Rosario - San Martín San Juan 1:2                     |
| 4 grudnia 2004 | Belgrano Córdoba - Defensa y Justicia Buenos Aires 2:2             |
| 5 grudnia 2004 | Gimnasia y Esgrima Jujuy - Defensores de Belgrano Buenos Aires 2:1 |
| 6 grudnia 2004 | Unión Santa Fe - Talleres Córdoba. 1:1                             |

### Apertura 18
| Data            | Mecz                                                             |
| --------------- | ---------------------------------------------------------------- |
| 9 grudnia 2004  | Chacarita Juniors - Ferro Carril Oeste 2:2                       |
| 10 grudnia 2004 | Juventud Antoniana Salta - Racing Córdoba. 2:5                   |
| 11 grudnia 2004 | Nueva Chicago Buenos Aires - Sarmiento Junín 3:1                 |
| 11 grudnia 2004 | Godoy Cruz Antonio Tomba - Belgrano Córdoba 3:1                  |
| 11 grudnia 2004 | Defensa y Justicia Buenos Aires - Tiro Federal Rosario 0:1       |
| 11 grudnia 2004 | San Martín San Juan - Gimnasia y Esgrima Jujuy 4:1               |
| 11 grudnia 2004 | Defensores de Belgrano Buenos Aires - CAI Comodoro Rivadavia 2:0 |
| 11 grudnia 2004 | Club El Porvenir - CA Huracán 1:2                                |
| 12 grudnia 2004 | Talleres Córdoba. - San Martín Mendoza 0:1                       |
| 13 grudnia 2004 | Atlético Rafaela - Unión Santa Fe 2:1                            |

### Apertura 19
| Data            | Mecz                                                           |
| --------------- | -------------------------------------------------------------- |
| 16 grudnia 2004 | Racing Córdoba. - Chacarita Juniors 2:0                        |
| 17 grudnia 2004 | Unión Santa Fe - Juventud Antoniana Salta 2:0                  |
| 18 grudnia 2004 | Sarmiento Junín - Club El Porvenir 3:0                         |
| 18 grudnia 2004 | CA Huracán - Talleres Córdoba. 1:1                             |
| 18 grudnia 2004 | San Martín Mendoza - Atlético Rafaela 2:1                      |
| 18 grudnia 2004 | Ferro Carril Oeste - Defensores de Belgrano Buenos Aires 2:4   |
| 18 grudnia 2004 | CAI Comodoro Rivadavia - San Martín San Juan 2:0               |
| 18 grudnia 2004 | Gimnasia y Esgrima Jujuy - Defensa y Justicia Buenos Aires 2:0 |
| 18 grudnia 2004 | Tiro Federal Rosario - Godoy Cruz Antonio Tomba 4:0            |
| 18 grudnia 2004 | Belgrano Córdoba - Nueva Chicago Buenos Aires 0:0              |

### Tabela końcowa turnieju Apertura 2004/05
| Poz | Klub                                | Mecze | Zw | Rem | Por | Pkt | BrZd | BrStr |
| --- | ----------------------------------- | ----- | -- | --- | --- | --- | ---- | ----- |
| 1   | Tiro Federal Rosario                | 19    | 10 | 6   | 3   | 36  | 30   | 15    |
| 2   | CA Huracán                          | 19    | 10 | 4   | 5   | 34  | 27   | 21    |
| 3   | Nueva Chicago Buenos Aires          | 19    | 9  | 5   | 5   | 32  | 24   | 16    |
| 4   | Gimnasia y Esgrima Jujuy            | 19    | 9  | 5   | 5   | 32  | 28   | 24    |
| 5   | Atlético Rafaela                    | 19    | 9  | 2   | 8   | 29  | 32   | 30    |
| 6   | San Martín Mendoza                  | 19    | 8  | 5   | 6   | 29  | 22   | 22    |
| 7   | Ferro Carril Oeste                  | 19    | 7  | 7   | 5   | 28  | 23   | 22    |
| 8   | San Martín San Juan                 | 19    | 7  | 6   | 6   | 27  | 22   | 18    |
| 9   | Racing Córdoba                      | 19    | 7  | 6   | 6   | 27  | 31   | 28    |
| 10  | Club El Porvenir                    | 19    | 7  | 6   | 6   | 27  | 21   | 22    |
| 11  | CAI Comodoro Rivadavia              | 19    | 8  | 3   | 8   | 27  | 18   | 20    |
| 12  | Unión Santa Fe                      | 19    | 7  | 5   | 7   | 26  | 30   | 27    |
| 13  | Belgrano Córdoba                    | 19    | 6  | 7   | 6   | 25  | 19   | 21    |
| 14  | Godoy Cruz Antonio Tomba            | 19    | 6  | 4   | 9   | 22  | 27   | 27    |
| 15  | Defensa y Justicia Buenos Aires     | 19    | 6  | 4   | 9   | 22  | 20   | 25    |
| 16  | Talleres Córdoba                    | 19    | 5  | 6   | 8   | 21  | 18   | 19    |
| 17  | Defensores de Belgrano Buenos Aires | 19    | 6  | 3   | 10  | 21  | 23   | 27    |
| 18  | Juventud Antoniana Salta            | 19    | 4  | 7   | 8   | 19  | 23   | 31    |
| 19  | Chacarita Juniors                   | 19    | 4  | 6   | 9   | 18  | 23   | 29    |
| 20  | Sarmiento Junín                     | 19    | 4  | 5   | 10  | 17  | 20   | 37    |

### Klasyfikacja strzelców bramek
| Gole | Piłkarz              | Klub                     |
| ---- | -------------------- | ------------------------ |
| 12   | Rubén Ramírez        | Tiro Federal Rosario     |
| 10   | Cristian Rami        | Racing Córdoba           |
| 10   | Daniel Bazán Vera    | Unión Santa Fe           |
| 8    | Franco Mendoza       | Atlético Rafaela         |
| 8    | Gustavo Semino       | Atlético Rafaela         |
| 8    | Maximiliano Bevacqua | Belgrano Córdoba         |
| 8    | Alejandro Abaurre    | Gimnasia y Esgrima Jujuy |

## Torneo Clausura 2004/05

### Clausura 1
| Data          | Mecz |
| ------------- | --- |
| 4 lutego 2005 | Tiro Federal Rosario - Nueva Chicago Buenos Aires 0:1 Claudio Filosa 56 |
| 4 lutego 2005 | Gimnasia y Esgrima Jujuy - Godoy Cruz Antonio Tomba 4:3 Daniel Juárez 47, Julian Kmet 56, Marcelo Quinteros 64, Gabriel Ramón 82 - Matías Gigli 16, 62, Leopoldo de la Vega 37 |
| 4 lutego 2005 | San Martín Mendoza - Juventud Antoniana Salta 2:0 Carlos Coria 52, Leonardo Abálsamo 64                                                                                        |
| 5 lutego 2005 | CAI Comodoro Rivadavia - Defensa y Justicia Buenos Aires 1:0 José Tabares 8 |
| 5 lutego 2005 | Club El Porvenir - Talleres Córdoba 1:1 Gastón Tosi 7 - Héctor Silva 31 |
| 5 lutego 2005 | CA Huracán - Atlético Rafaela 1:2 Nahuel Fioretto 62 - Franco Mendoza 28k, 61                                                                                                  |
| 5 lutego 2005 | Unión Santa Fe - Chacarita Juniors 4:4 César Pereyra 32, 45, 80, Daniel Bazán Vera 75 - Leonardo Ramos 15, Luis Cerutti 48, Nicolás Sartori 52, Ignacio Piatti 62              |
| 5 lutego 2005 | Racing Córdoba - Defensores de Belgrano Buenos Aires 1:2 Darío Zárate 50 - Matías Oyola 19, 39                                                                                 |
| 6 lutego 2005 | Belgrano Córdoba - Sarmiento Junín 3:0 Adrián Avalos 33, Ezequiel Arriola 67, Maximiliano Bevacqua 79                                                                          |
| 7 lutego 2005 | Ferro Carril Oeste - San Martín San Juan 1:2 Juan Pablo Caffa 38 - Cristian Verón 24, Cristian Favre 75                                                                        |

### Clausura 2
| Data           | Mecz |
| -------------- | --- |
| 10 lutego 2005 | Defensores de Belgrano Buenos Aires - Unión Santa Fe 0:1 Daniel Bazán Vera 83                           |
| 11 lutego 2005 | Atlético Rafaela - Club El Porvenir 1:0 Sergio Marclay 75                                               |
| 11 lutego 2005 | Sarmiento Junín - Talleres Córdoba 1:1 Eduardo Escobar 58 - Héctor Silva 24                             |
| 11 lutego 2005 | San Martín San Juan - Racing Córdoba 1:1 Rubén Ferrer 82 - Mauro Poy 18                                 |
| 12 lutego 2005 | Nueva Chicago Buenos Aires - Gimnasia y Esgrima Jujuy 2:2 Uriel Pérez 18, 57 - Daniel Juárez 4, 83      |
| 12 lutego 2005 | Defensa y Justicia Buenos Aires - Ferro Carril Oeste 1:1 Cristian Saboredo 51 - Mariano Campodónico 26k |
| 12 lutego 2005 | Chacarita Juniors - San Martín Mendoza 1:1 Ignacio Piatti 83 - Cristian Zárate 73                       |
| 12 lutego 2005 | Godoy Cruz Antonio Tomba - CAI Comodoro Rivadavia 0:0                                                   |
| 13 lutego 2005 | Juventud Antoniana Salta - CA Huracán 1:0 Cristian Alfaro 34k                                           |
| 14 lutego 2005 | Belgrano Córdoba - Tiro Federal Rosario 0:1 Raúl Gordillo 63                                            |

### Clausura 3
| Data           | Mecz |
| -------------- | --- |
| 17 lutego 2005 | Club El Porvenir - Juventud Antoniana Salta 2:1 Miguel Abad 42, Leonel Natalicchio 67 - Hernán Boyero 70                           |
| 18 lutego 2005 | Unión Santa Fe - San Martín San Juan 2:1 Sebastián García 19, César Pereyra 44 - Rubén Ferrer 78                                   |
| 18 lutego 2005 | Racing Córdoba - Defensa y Justicia Buenos Aires 1:0 Daniel Kesman 63                                                              |
| 18 lutego 2005 | San Martín Mendoza - Defensores de Belgrano Buenos Aires 3:0 Gastón Negri 9, Carlos Coria 61, Leonardo Abálsamo 74                 |
| 19 lutego 2005 | CAI Comodoro Rivadavia - Nueva Chicago Buenos Aires 2:1 Víctor Zwenger 47, Martín Cabrera 49 - Uriel Pérez 87                      |
| 19 lutego 2005 | CA Huracán - Chacarita Juniors 1:1 Nahuel Fioretto 85 - Facundo Parra 47                                                           |
| 19 lutego 2005 | Tiro Federal Rosario - Sarmiento Junín 0:0                                                                                         |
| 19 lutego 2005 | Ferro Carril Oeste - Godoy Cruz Antonio Tomba 4:1 Mariano Campodónico 43, 45k, Diego Cochas 46, Iván Juárez 88 - Daniel Giménez 21 |
| 20 lutego 2005 | Gimnasia y Esgrima Jujuy - Belgrano Córdoba 1:0 Aquilino Villalba 19                                                               |
| 21 lutego 2005 | Talleres Córdoba - Atlético Rafaela 1:1 Héctor Silva 75 - Néstor Agotegaray 91                                                     |

### Clausura 4
| Data           | Mecz |
| -------------- | --- |
| 24 lutego 2005 | Nueva Chicago Buenos Aires - Ferro Carril Oeste 1:1 Fabricio Simone 38 - Mariano Campodónico 53                               |
| 25 lutego 2005 | San Martín San Juan - San Martín Mendoza 1:2 Rubén Ferrer 37 - Cristian Zárate 1, Gastón Negri 53                             |
| 26 lutego 2005 | Defensores de Belgrano Buenos Aires - CA Huracán 0:1 Darío Marra 31                                                           |
| 26 lutego 2005 | Tiro Federal Rosario - Gimnasia y Esgrima Jujuy 1:1 Pablo Vacaría 28 - Gustavo Balvorín 19k                                   |
| 26 lutego 2005 | Defensa y Justicia Buenos Aires - Unión Santa Fe 1:1 Gonzalo Klusener 14 - Roberto Trotta 87k                                 |
| 26 lutego 2005 | Godoy Cruz Antonio Tomba - Racing Córdoba 2:1 Matías Gigli 49, Leopoldo de la Vega 88 - Darío Gigena 69k                      |
| 26 lutego 2005 | Sarmiento Junín - Atlético Rafaela 1:1 Fernando Sánchez 40 - Fernando Méndez 57                                               |
| 27 lutego 2005 | Juventud Antoniana Salta - Talleres Córdoba 1:2 Alex Rodríguez 7 - Hernán Biasotto 24, Héctor Silva 91                        |
| 27 lutego 2005 | Belgrano Córdoba - CAI Comodoro Rivadavia 2:2 Matías Porcari 60, Maximiliano Bevacqua 80 - Franco Asencio 38, José Tabares 66 |
| 28 lutego 2005 | Chacarita Juniors - Club El Porvenir 1:1 Gabriel Marra 29s - Gastón Tosi 69                                                   |

### Clausura 5
| Data         | Mecz |
| ------------ | --- |
| 3 marca 2005 | Atlético Rafaela - Juventud Antoniana Salta 2:1 Franco Mendoza 19, Sergio Marclay 64 - Alex Rodríguez 66                                                        |
| 4 marca 2005 | Unión Santa Fe - Godoy Cruz Antonio Tomba 0:0 |
| 4 marca 2005 | Racing Córdoba - Nueva Chicago Buenos Aires 0:0 |
| 5 marca 2005 | CAI Comodoro Rivadavia - Tiro Federal Rosario 0:0 |
| 5 marca 2005 | Ferro Carril Oeste - Belgrano Córdoba 1:1 Diego Cochas 10 - Fernando Gatti 30                                                                                   |
| 5 marca 2005 | CA Huracán - San Martín San Juan 1:0 Nahuel Fioretto 91 |
| 5 marca 2005 | Club El Porvenir - Defensores de Belgrano Buenos Aires 0:1 Juan Fontana 63                                                                                      |
| 6 marca 2005 | Gimnasia y Esgrima Jujuy - Sarmiento Junín 2:1 Gonzalo Martínez 3s, Aquilino Villalba 25 - Fernando Ochoaizpur 46                                               |
| 6 marca 2005 | Talleres Córdoba - Chacarita Juniors 5:1 Facundo Erpen 30, Cristian Devaillis 37, Gustavo Bartelt 44, Héctor Silva 54k, Marco Ballarino 71 - Darío Fernández 82 |
| 7 marca 2005 | San Martín Mendoza - Defensa y Justicia Buenos Aires 1:0 Gastón Negri 78                                                                                        |

### Clausura 6
| Data          | Mecz |
| ------------- | --- |
| 10 marca 2005 | Defensores de Belgrano Buenos Aires - Talleres Córdoba 2:2 Gustavo Dueńa 2, Gustavo Rivadeneira 46 - Gustavo Bartelt 16, Facundo Erpen 26                 |
| 11 marca 2005 | Gimnasia y Esgrima Jujuy - CAI Comodoro Rivadavia 0:0 |
| 12 marca 2005 | Chacarita Juniors - Atlético Rafaela 4:0 Alejandro Melońo 39, 49, Jorge Casanova 68, Víctor Figueroa 72                                                   |
| 12 marca 2005 | Nueva Chicago Buenos Aires - Unión Santa Fe 0:0 |
| 12 marca 2005 | Sarmiento Junín - Juventud Antoniana Salta 0:2 Alex Rodríguez 57, Gastón Coyette 67                                                                       |
| 13 marca 2005 | Defensa y Justicia Buenos Aires - CA Huracán 0:0 |
| 13 marca 2005 | Godoy Cruz Antonio Tomba - San Martín Mendoza 3:3 Daniel Giménez 25, 45, Leonardo Iglesias 94 - Lucas Nardi 7, Maximiliano Blanco 30k, Cristian Zárate 49 |
| 13 marca 2005 | Belgrano Córdoba - Racing Córdoba 1:4 Maximiliano Bevacqua 40 - Darío Gigena 36, 80, Daniel Kesman 44, Mauro Poy 61                                       |
| 13 marca 2005 | San Martín San Juan - Club El Porvenir 0:0 |
| 14 marca 2005 | Tiro Federal Rosario - Ferro Carril Oeste 1:1 Rubén Ramírez 33 - Ezequiel Miralles 17                                                                     |

### Clausura 7
| Data          | Mecz |
| ------------- | --- |
| 17 marca 2005 | Unión Santa Fe - Belgrano Córdoba 1:2 Roberto Trotta 57k - Leonardo Torres 28, Norberto Fernández 48                                                            |
| 18 marca 2005 | Atlético Rafaela - Defensores de Belgrano Buenos Aires 3:1 Leandro Mánquez 50, Gabriel Tomassini 55, Franco Mendoza 62 - Matías Oyola 15                        |
| 19 marca 2005 | CAI Comodoro Rivadavia - Sarmiento Junín 5:3 José Tabares 35pen, 51, 89, Alexis Cabrera 45, 68 - Luciano Lo Bianco 55, Eduardo Escobar 70, Mauricio Ferradas 83 |
| 19 marca 2005 | San Martín Mendoza - Nueva Chicago Buenos Aires 1:2 Sergio Comba 55 - Julio Serrano 27, 69                                                                      |
| 19 marca 2005 | Club El Porvenir - Defensa y Justicia Buenos Aires 0:4 Omar Zarif 17, Gastón Martínez 22, Sergio Sánchez 31, 45                                                 |
| 19 marca 2005 | CA Huracán - Godoy Cruz Antonio Tomba 2:3 Nahuel Fioretto 13, Sebastián Cobelli 14 - Matías Gigli 46, 80, Gustavo Lillo 63                                      |
| 19 marca 2005 | Juventud Antoniana Salta - Chacarita Juniors 0:0 |
| 19 marca 2005 | Racing Córdoba - Tiro Federal Rosario 2:0 Federico Astudillo 89, Cristian Guaymas 94                                                                            |
| 20 marca 2005 | Talleres Córdoba - San Martín San Juan 0:1 Martín Sánchez 10 |
| 21 marca 2005 | Ferro Carril Oeste - Gimnasia y Esgrima Jujuy 1:1 Ezequiel Miralles 89 - Gustavo Balvorín 75                                                                    |

### Clausura 8
| Data          | Mecz |
| ------------- | --- |
| 24 marca 2005 | Sarmiento Junín - Chacarita Juniors 1:3 Mauricio Ferradas 7 - Leonardo Ramos 74, 92, Víctor Figueroa 80                                                                                |
| 25 marca 2005 | Belgrano Córdoba - San Martín Mendoza 4:3 Sebastián Vezzani 31, Maximiliano Bevacqua 38, 82, Leonardo Torres 54k - Mariano Sardi 27, Israel Damonte 40, Carlos Coria 43                |
| 26 marca 2005 | Godoy Cruz Antonio Tomba - Club El Porvenir 2:1 Leonardo Iglesias 39, Daniel Giménez 71 - Leonel Martens 29                                                                            |
| 26 marca 2005 | Defensa y Justicia Buenos Aires - Talleres Córdoba 0:0 |
| 27 marca 2005 | Nueva Chicago Buenos Aires - CA Huracán 0:2 Daniel Osvaldo 57, Alejandro Alonso 75 mecz przerwany w 90 minucie - wynik został zachowany; klubowi Nueva Chicago karnie odjęyo 9 punktów |
| 27 marca 2005 | Defensores de Belgrano Buenos Aires - Juventud Antoniana Salta 0:0 |
| 27 marca 2005 | CAI Comodoro Rivadavia - Ferro Carril Oeste 2:1 Martín Cabrera 5, Lucas Rodríguez 62 - David Ramírez 29                                                                                |
| 27 marca 2005 | Tiro Federal Rosario - Unión Santa Fe 2:2 Rubén Ramírez 26, Martín Valli 62 - Marcos Bolzán 9, Mariano Martínez 70                                                                     |
| 27 marca 2005 | Gimnasia y Esgrima Jujuy - Racing Córdoba 2:0 Daniel Juárez 11, Gustavo Balvorín 52 |
| 27 marca 2005 | San Martín San Juan - Atlético Rafaela 1:1 Juan Casado 82pen - Néstor Agotegaray 23 |

### Clausura 9
| Data            | Mecz |
| --------------- | --- |
| 31 marca 2005   | Talleres Córdoba - Godoy Cruz Antonio Tomba 2:1 Héctor Silva 55k, 75 - Matías Gigli 2                                                        |
| 1 kwietnia 2005 | Atlético Rafaela - Defensa y Justicia Buenos Aires 2:2 Franco Mendoza 51, 80 - Sergio Sánchez 7, Cristian Saboredo 74                        |
| 2 kwietnia 2005 | CA Huracán - Belgrano Córdoba 1:0 Mariano Juan 49                                                                                            |
| 2 kwietnia 2005 | Chacarita Juniors - Defensores de Belgrano Buenos Aires 1:2 Leonardo Ramos 85k - Cristian Vella 49, Matías Oyola 54                          |
| 2 kwietnia 2005 | Club El Porvenir - Nueva Chicago Buenos Aires 1:1 Roberto Demus 46 - Ernesto Marchisio 44                                                    |
| 2 kwietnia 2005 | San Martín Mendoza - Tiro Federal Rosario 0:0                                                                                                |
| 2 kwietnia 2005 | Unión Santa Fe - Gimnasia y Esgrima Jujuy 1:1 César Pereyra 61 - Esteban Gil 76                                                              |
| 2 kwietnia 2005 | Racing Córdoba - CAI Comodoro Rivadavia 3:3 Víctor Zwenger 4s, Cristian Guaymas 45, Darío Gigena 55 - José Tabares 22, 82, Franco Asencio 46 |
| 3 kwietnia 2005 | Juventud Antoniana Salta - San Martín San Juan 1:1 Cristian Alfaro 67 - Alejandro Schiaparelli 31                                            |
| 4 kwietnia 2005 | Ferro Carril Oeste - Sarmiento Junín 1:0 David Raměrez 51                                                                                    |

### Clausura 10
| Data             | Mecz |
| ---------------- | --- |
| 7 kwietnia 2005  | Gimnasia y Esgrima Jujuy - San Martín Mendoza 2:1 Julián Kmet 47, Gustavo Balvorín 71 - Lucas Nardi 23                         |
| 9 kwietnia 2005  | Nueva Chicago Buenos Aires - Talleres Córdoba 3:1 Nicolás Guevara 11, 79, Fabricio Simone 17 - Hernán Biasotto 9               |
| 9 kwietnia 2005  | Defensa y Justicia Buenos Aires - Juventud Antoniana Salta 1:0 Cristian Saboredo 45k                                           |
| 9 kwietnia 2005  | Sarmiento Junín - Defensores de Belgrano Buenos Aires 3:0 Mauricio Ferradas 32, Federico Poggi 49, Fernando Fayart 62          |
| 9 kwietnia 2005  | Ferro Carril Oeste - Racing Córdoba 0:0                                                                                        |
| 9 kwietnia 2005  | Godoy Cruz Antonio Tomba - Atlético Rafaela 3:1 Matías Gigli 10, Hernán Maisterra 27, Leonardo Iglesias 55 - Franco Mendoza 83 |
| 9 kwietnia 2005  | San Martín San Juan - Chacarita Juniors 4:1 Carlos Castilla 44, Rubén Ferrer 46, 72, 75 - Facundo Parra 45                     |
| 10 kwietnia 2005 | CAI Comodoro Rivadavia - Unión Santa Fe 0:0                                                                                    |
| 10 kwietnia 2005 | Belgrano Córdoba - Club El Porvenir 2:0 Maximiliano Bevaqcua 28, Ezequiel Arriola 47                                           |
| 11 kwietnia 2005 | Tiro Federal Rosario - CA Huracán 2:1 Cristian Cellay 11s, Javier García 17 - Mariano Juan 27                                  |

### Clausura 11
| Data             | Mecz |
| ---------------- | --- |
| 14 kwietnia 2005 | Atlético Rafaela - Nueva Chicago Buenos Aires 2:2 Sergio Marclay 8, Daniel Cigogna 68 - Nicolás Sánchez 72, Julio Serrano 76 |
| 15 kwietnia 2005 | Racing Córdoba - Sarmiento Junín 2:1 Darío Zárate 40, Mauro Poy 48 - Eduardo Escobar 23                                      |
| 16 kwietnia 2005 | Chacarita Juniors - Defensa y Justicia Buenos Aires 3:0 Darío Fernández 23, Esteban Herrera 27k, Alejandro Arébalo 33s       |
| 16 kwietnia 2005 | Defensores de Belgrano Buenos Aires - San Martín San Juan 0:1 Martín Ortíz 90                                                |
| 16 kwietnia 2005 | Club El Porvenir - Tiro Federal Rosario 0:0                                                                                  |
| 16 kwietnia 2005 | Talleres Córdoba - Belgrano Córdoba 0:0                                                                                      |
| 16 kwietnia 2005 | Unión Santa Fe - Ferro Carril Oeste 1:1 Marcelo Mosset 72 - Gastón Oyola 11                                                  |
| 17 kwietnia 2005 | Juventud Antoniana Salta - Godoy Cruz Antonio Tomba 1:1 Carlos Ciavarelli 83 - Matías Gigli 40                               |
| 17 kwietnia 2005 | San Martín Mendoza - CAI Comodoro Rivadavia 1:2 Lucas Nardi 70 - Víctor Zwenger 11, José Tabares 92                          |
| 18 kwietnia 2005 | CA Huracán - Gimnasia y Esgrima Jujuy 0:4 Gustavo Balvorín 21, 75k, Daniel Juárez 73, Gabriel Roth 81                        |

### Clausura 12
| Data             | Mecz |
| ---------------- | --- |
| 21 kwietnia 2005 | Godoy Cruz Antonio Tomba - Chacarita Juniors 0:0                                                                        |
| 22 kwietnia 2005 | Racing Córdoba - Unión Santa Fe 2:2 Darío Gigena 10, Federico Astudillo 13 - Germán Peirotti 54, Daniel Bazán Vera 78   |
| 23 kwietnia 2005 | Defensa y Justicia Buenos Aires - Defensores de Belgrano Buenos Aires 1:1 Cristian Saboredo 30k - Cristian Pellerano 10 |
| 23 kwietnia 2005 | Ferro Carril Oeste - San Martín Mendoza 2:0 Juan Pablo Caffa 23, Juan Mugabure 85                                       |
| 23 kwietnia 2005 | Sarmiento Junín - San Martín San Juan 0:0                                                                               |
| 23 kwietnia 2005 | Tiro Federal Rosario - Talleres Córdoba 2:1 Rubén Ramírez 20, 57 - Ezequiel Lázaro 7                                    |
| 23 kwietnia 2005 | Nueva Chicago Buenos Aires - Juventud Antoniana Salta 1:2 Fabricio Simone 26 - Cristian Alfaro 18, Gastón Coyette 61    |
| 24 kwietnia 2005 | CAI Comodoro Rivadavia - CA Huracán 1:0 Adrián Barbona 51                                                               |
| 24 kwietnia 2005 | Gimnasia y Esgrima Jujuy - Club El Porvenir 2:0 Gustavo Balvorín 52k, Marcelo Quinteros 95                              |
| 25 kwietnia 2005 | Belgrano Córdoba - Atlético Rafaela 0:0                                                                                 |

### Clausura 13
| Data             | Mecz |
| ---------------- | --- |
| 28 kwietnia 2005 | Talleres Córdoba - Gimnasia y Esgrima Jujuy 3:2 Marcelo Simó 1, 8, Gustavo Bartelt 14 - Alejandro González 31, Daniel Juárez 42k              |
| 29 kwietnia 2005 | Chacarita Juniors - Nueva Chicago Buenos Aires 2:0 Darío Fernández 80, Luis Cerutti 88                                                        |
| 29 kwietnia 2005 | Club El Porvenir - CAI Comodoro Rivadavia 2:0 Héctor Mellado 54, 64                                                                           |
| 29 kwietnia 2005 | Defensores de Belgrano Buenos Aires - Godoy Cruz Antonio Tomba 0:1 Josimar Mosquera 53                                                        |
| 29 kwietnia 2005 | Unión Santa Fe - Sarmiento Junín 3:2 Roberto Trotta 21, Daniel Bazán Vera 47, 66 - Mauricio Ferradas 64, Eduardo Escobar 90                   |
| 29 kwietnia 2005 | San Martín Mendoza - Racing Córdoba 2:1 Carlos Coria 34, 54 - Diego Alassia 69                                                                |
| 30 kwietnia 2005 | Juventud Antoniana Salta - Belgrano Córdoba 4:1 Gastón Coyette 4, Miguel Velarde 9, Ivŕn Delfino 60, Carlos Duré 73 - Maximiliano Bevacqua 28 |
| 30 kwietnia 2005 | San Martín San Juan - Defensa y Justicia Buenos Aires 0:0                                                                                     |
| 30 kwietnia 2005 | Atlético Rafaela - Tiro Federal Rosario 5:0 Jorge Galleguillo 8, Gonzalo del Bono 10, Daniel Cicogna 31, 58, Franco Mendoza 40                |
| 2 maja 2005      | CA Huracán - Ferro Carril Oeste 1:2 Joaquěn Larribey 11 - Gastón Oyola 72, Juan Mugabure 89                                                   |

### Clausura 14
| Data        | Mecz |
| ----------- | --- |
| 5 maja 2005 | Gimnasia y Esgrima Jujuy - Atlético Rafaela 0:2 Gonzalo del Bono 64, Leandro Mánquez 87                                                                                                   |
| 6 maja 2005 | Unión Santa Fe - San Martín Mendoza 1:4 César Pereyra 23 - Pablo López 11, Gastón Negri 32, Carlos Coria 35, Miguel Prado 85                                                              |
| 7 maja 2005 | Ferro Carril Oeste - Club El Porvenir 0:0 |
| 7 maja 2005 | Sarmiento Junín - Defensa y Justicia Buenos Aires 6:3 Eduardo Escobar 42, 58, Carlos Llamos 72, Mauricio Ferradas 73, Luciano Lo Bianco 85, 89 - Juan Carlos Zuleta 10, 87, David Jara 48 |
| 7 maja 2005 | Tiro Federal Rosario - Juventud Antoniana Salta 2:2 Javier García 24, Rubén Rámirez 33 - Cristian Alfaro 39, Ricardo Gómez 75                                                             |
| 7 maja 2005 | Godoy Cruz Antonio Tomba - San Martín San Juan 1:3 Josimar Mosquera 8 - Angel Puertas 4, Lucas Wilchez 49, Carlos Castilla 90                                                             |
| 7 maja 2005 | Belgrano Córdoba - Chacarita Juniors 0:1 Leonardo Ramos 78k |
| 8 maja 2005 | CAI Comodoro Rivadavia - Talleres Córdoba 0:0 |
| 8 maja 2005 | Racing Córdoba - CA Huracán 1:3 Federico Astudillo 1 - Nahuel Fioretto 47+, 89, Martín Asencio 68                                                                                         |
| 9 maja 2005 | Nueva Chicago Buenos Aires - Defensores de Belgrano Buenos Aires 2:2 Marcelo Torres Mozzoni 76s, Nicolás Guevara 89; Matías Oyola 7, Juan Ignacio Ríos 56                                 |

### Clausura 15
| Data         | Mecz |
| ------------ | --- |
| 12 maja 2005 | CA Huracán - Unión Santa Fe 2:0 Ignacio Anívole 46, Nahuel Fioretto 88k                                                                            |
| 13 maja 2005 | San Martín Mendoza - Sarmiento Junín 1:1 Leonardo Abálsamo 63 - Adrián Giampietri 35k                                                              |
| 14 maja 2005 | Chacarita Juniors - Tiro Federal Rosario 0:1 Rubén Ramírez 30                                                                                      |
| 14 maja 2005 | Defensa y Justicia Buenos Aires - Godoy Cruz Antonio Tomba 1:1 Juan Carlos Zuleta 32 - Daniel Giménez 74                                           |
| 14 maja 2005 | Club El Porvenir - Racing Córdoba 1:0 Leonel Martens 90k                                                                                           |
| 15 maja 2005 | Talleres Córdoba - Ferro Carril Oeste 1:1 Emanuel Giménez 88 - Guillermo Doelvers 82                                                               |
| 15 maja 2005 | Defensores de Belgrano Buenos Aires - Belgrano Córdoba 2:3 Matías Oyola 2, Ornaldo Claut 83 - Gastón Turus 46, Matías Porcari 54, Emanuel Ossés 88 |
| 15 maja 2005 | Juventud Antoniana Salta - Gimnasia y Esgrima Jujuy 1:0 Diego Ledesma 33                                                                           |
| 15 maja 2005 | San Martín San Juan - Nueva Chicago Buenos Aires 1:0 Angel Puertas 22                                                                              |
| 16 maja 2005 | Atlético Rafaela - CAI Comodoro Rivadavia 0:0 |

### Clausura 16
| Data         | Mecz |
| ------------ | --- |
| 19 maja 2005 | Gimnasia y Esgrima Jujuy - Chacarita Juniors 3:0 Julian Kmet 13, Daniel Ramasco 61, Gabriel Roth 63                                                         |
| 21 maja 2005 | Tiro Federal Rosario - Defensores de Belgrano Buenos Aires 0:1 Matěas Oyola 32                                                                              |
| 21 maja 2005 | Sarmiento Junín - Godoy Cruz Antonio Tomba 3:0 Luciano Lo Bianco 27, 84, Eduardo Escobar 60                                                                 |
| 21 maja 2005 | Ferro Carril Oeste - Atlético Rafaela 3:0 Mariano Campodónico 40, Juan Pablo Caffa 70, Guillermo Doelvers 83                                                |
| 21 maja 2005 | Racing Córdoba - Talleres Córdoba 1:1 Federico Astudillo 30 - Hector Silva 83                                                                               |
| 22 maja 2005 | CAI Comodoro Rivadavia - Juventud Antoniana Salta 3:3 José Tabares 47, 81k, Martín Cabrera 82 - Cristian Alfaro 27, Carlos Ciavarelli 68, Alex Rodríguez 93 |
| 22 maja 2005 | Unión Santa Fe - Club El Porvenir 1:0 Daniel Bazán Vera 30                                                                                                  |
| 22 maja 2005 | San Martín Mendoza - CA Huracán 2:2 Pablo López 1, Carlos Coria 31 - Joaquín Larrivey 15, Leandro Grimi 56                                                  |
| 22 maja 2005 | Belgrano Córdoba - San Martín San Juan 1:0 Franco Peppino 46                                                                                                |
| 24 maja 2005 | Nueva Chicago Buenos Aires - Defensa y Justicia Buenos Aires 0:0                                                                                            |

### Clausura 17
| Data         | Mecz |
| ------------ | --- |
| 26 maja 2005 | Atlético Rafaela - Racing Córdoba 1:0 Daniel Kesman 12s |
| 28 maja 2005 | Club El Porvenir - San Martín Mendoza 1:1 Sebastián Morquio 38 - Leonardo Abálsamo 80                                                                                                 |
| 28 maja 2005 | Defensa y Justicia Buenos Aires - Belgrano Córdoba 0:1 Sebastián Pena 44k |
| 28 maja 2005 | Defensores de Belgrano Buenos Aires - Gimnasia y Esgrima Jujuy 0:1 Gustavo Balvorín 50                                                                                                |
| 28 maja 2005 | Godoy Cruz Antonio Tomba - Nueva Chicago Buenos Aires 1:0 Enzo Cappa 28 |
| 28 maja 2005 | Chacarita Juniors - CAI Comodoro Rivadavia 0:2 Cristian Bustos 20, Martín Cabrera 40 mecz przerwany w 46 minucie z powodu kibiców klubu Chacarita Juniors, którzy wtargnęli na boisko |
| 29 maja 2005 | Talleres Córdoba - Unión Santa Fe 4:0 Héctor Silva 14, 35, Ezequiel Lázaro 47, Hernán Biasotto 58                                                                                     |
| 29 maja 2005 | Juventud Antoniana Salta - Ferro Carril Oeste 1:0 Gastón Coyette 50 |
| 29 maja 2005 | San Martín San Juan - Tiro Federal Rosario 0:1 Diego Romano 43 |
| 30 maja 2005 | CA Huracán - Sarmiento Junín 4:1 Juan Manuel García 21s, Alejandro Alonso 25, Daniel Osvaldo 72, Nicolás Hernández 80 - Mauricio Ferradas 69                                          |

### Clausura 18
| Data           | Mecz |
| -------------- | --- |
| 2 czerwca 2005 | Tiro Federal Rosario - Defensa y Justicia Buenos Aires 1:0 Raúl Gordillo 15                                                                  |
| 5 czerwca 2005 | Gimnasia y Esgrima Jujuy - San Martín San Juan 2:0 Gustavo Balvorín 10, 43k                                                                  |
| 5 czerwca 2005 | CAI Comodoro Rivadavia - Defensores de Belgrano Buenos Aires 2:1 Cristian Bustos 64, Ricardo Chavarri 67 - Gonzalo Gaitán 37                 |
| 5 czerwca 2005 | Ferro Carril Oeste - Chacarita Juniors 2:3 Iván Juárez 12, Mariano Campodónico 79 - Luis Cerutti 55, Alejandro Melońo 67, Leonardo Ramos 92k |
| 5 czerwca 2005 | Racing Córdoba - Juventud Antoniana Salta 1:1 Daniel Albornos 81 - Iván Delfino 18                                                           |
| 5 czerwca 2005 | CA Huracán - Club El Porvenir 3:1 Leandro Grimi 29, Joaquín Larrivey 67, Nahuel Fioretto 90k - Sebastián Morquio 77                          |
| 5 czerwca 2005 | Sarmiento Junín - Nueva Chicago Buenos Aires 0:3 Ramiro Leone 7, Germán Basualdo 10, Mariano Donda 70                                        |
| 5 czerwca 2005 | San Martín Mendoza - Talleres Córdoba 0:0 |
| 5 czerwca 2005 | Unión Santa Fe - Atlético Rafaela 2:1 Marcos Bolzán 45, Daniel Bazán Vera 70 - Franco Mendoza 40                                             |
| 6 czerwca 2005 | Belgrano Córdoba - Godoy Cruz Antonio Tomba 1:0 Hernán Fernández 19                                                                          |

### Clausura 19
| Data            | Mecz |
| --------------- | --- |
| 18 czerwca 2005 | Godoy Cruz Antonio Tomba - Tiro Federal Rosario 0:0                                                                                  |
| 18 czerwca 2005 | Chacarita Juniors - Racing Córdoba 4:1 Luis Cerutti 6, 20, Ignacio Piatti 27, 60 - Gustavo Bordicio 21                               |
| 18 czerwca 2005 | Juventud Antoniana Salta - Unión Santa Fe 1:1 Cristian Alfaro 11 - Roberto Battión 41                                                |
| 18 czerwca 2005 | San Martín San Juan - CAI Comodoro Rivadavia 1:1 Mauricio Piersimone 41 - Víctor Zwenger 94                                          |
| 18 czerwca 2005 | Talleres Córdoba - CA Huracán 2:0 Héctor Silva 32, Ezequiel Lázaro 53                                                                |
| 18 czerwca 2005 | Nueva Chicago Buenos Aires - Belgrano Córdoba 2:0 Mariano Donda 15, Nicolás Guevara 39                                               |
| 18 czerwca 2005 | Club El Porvenir - Sarmiento Junín 3:1 Héctor Mellado 55, Marcelo Couceiro 62, Néstor Torres 66 - Carlos Llamos 90                   |
| 18 czerwca 2005 | Atlético Rafaela - San Martín Mendoza 1:1 Diego Villalba 92 - Pablo López 80                                                         |
| 18 czerwca 2005 | Defensores de Belgrano Buenos Aires - Ferro Carril Oeste 3:1 Leonardo Pekarnik 64, 69, Juan Ignacio Ríos 90 - Mariano Campodónico 41 |
| 18 czerwca 2005 | Defensa y Justicia Buenos Aires - Gimnasia y Esgrima Jujuy 1:0 Ricardo Romeo 12                                                      |

### Tabela końcowa turnieju Clausura 2004/05
| Poz | Klub                                | Mecze | Zw | Rem | Por | Pkt | BrZd | BrStr |
| --- | ----------------------------------- | ----- | -- | --- | --- | --- | ---- | ----- |
| 1   | Gimnasia y Esgrima Jujuy            | 19    | 10 | 5   | 4   | 35  | 30   | 17    |
| 2   | CAI Comodoro Rivadavia              | 19    | 8  | 10  | 1   | 34  | 26   | 18    |
| 3   | Atlético Rafaela                    | 19    | 7  | 8   | 4   | 29  | 26   | 23    |
| 4   | Talleres Córdoba                    | 19    | 6  | 10  | 3   | 28  | 27   | 18    |
| 5   | Belgrano Córdoba                    | 19    | 8  | 4   | 7   | 28  | 22   | 23    |
| 6   | Chacarita Juniors                   | 19    | 7  | 6   | 6   | 27  | 30   | 28    |
| 7   | CA Huracán                          | 19    | 8  | 3   | 8   | 27  | 25   | 23    |
| 8   | Tiro Federal Rosario                | 19    | 6  | 9   | 4   | 27  | 14   | 17    |
| 9   | San Martín Mendoza                  | 19    | 6  | 8   | 5   | 26  | 29   | 24    |
| 10  | Juventud Antoniana Salta            | 19    | 6  | 8   | 5   | 26  | 23   | 20    |
| 11  | San Martín San Juan                 | 19    | 6  | 7   | 6   | 25  | 18   | 16    |
| 12  | Godoy Cruz Antonio Tomba            | 19    | 6  | 7   | 6   | 25  | 23   | 27    |
| 13  | Unión Santa Fe                      | 19    | 5  | 10  | 4   | 25  | 23   | 28    |
| 14  | Ferro Carril Oeste                  | 19    | 5  | 9   | 5   | 24  | 24   | 20    |
| 15  | Nueva Chicago Buenos Aires          | 19    | 5  | 8   | 6   | 23  | 21   | 20    |
| 16  | Racing Córdoba                      | 19    | 4  | 7   | 8   | 19  | 22   | 27    |
| 17  | Club El Porvenir                    | 19    | 4  | 7   | 8   | 19  | 14   | 22    |
| 18  | Defensores de Belgrano Buenos Aires | 19    | 5  | 4   | 10  | 19  | 18   | 27    |
| 19  | Defensa y Justicia Buenos Aires     | 19    | 3  | 9   | 7   | 18  | 15   | 20    |
| 20  | Sarmiento Junín                     | 19    | 3  | 5   | 11  | 14  | 25   | 37    |

## Mistrz drugiej ligi
O mistrzostwo drugiej ligi argentyńskiej zmierzyli się zwycięzca turnieju Apertura (Tiro Federal Rosario) ze zwycięzcą turnieju Clausura (Gimnasia y Esgrima Jujuy).
| Data            | Mecz                                                                                       |
| --------------- | ------------------------------------------------------------------------------------------ |
| 22 czerwca 2005 | Tiro Federal Rosario - Gimnasia y Esgrima Jujuy 1:0 Javier Yacuzzi 43                      |
| 25 czerwca 2005 | Gimnasia y Esgrima Jujuy -Tiro Federal Rosario 1:1 Aquilino Villalba 52 - Raúl Gordillo 85 |

### Wicemistrz II ligi
| Data            | Mecz                                                     |
| --------------- | -------------------------------------------------------- |
| 29 czerwca 2005 | CA Huracán - Gimnasia y Esgrima Jujuy 0:1 Franco Sosa 15 |
| 2 lipca 2005    | Gimnasia y Esgrima Jujuy - CA Huracán 0:0                |

Wicemistrzem II ligi argentyńskiej został klub Gimnasia y Esgrima Jujuy, który dzięki temu uzyskał bezpośredni awans do pierwszej ligi. Klub CA Huracán zakwalifikował się do baraży o awans do I ligi.

## Tabela sumaryczna II ligi argentyńskiej 2004/05
| Poz | Klub                                | Mecze | Zw | Rem | Por | Pkt | BrZd | BrStr |
| --- | ----------------------------------- | ----- | -- | --- | --- | --- | ---- | ----- |
| 1   | Gimnasia y Esgrima Jujuy            | 38    | 19 | 10  | 9   | 67  | 58   | 41    |
| 2   | Tiro Federal Rosario                | 38    | 16 | 15  | 7   | 63  | 44   | 32    |
| 3   | CA Huracán                          | 38    | 18 | 7   | 13  | 61  | 52   | 44    |
| 4   | CAI Comodoro Rivadavia              | 38    | 16 | 13  | 9   | 61  | 44   | 38    |
| 5   | Atlético Rafaela                    | 38    | 16 | 10  | 12  | 58  | 58   | 53    |
| 6   | Nueva Chicago Buenos Aires          | 38    | 14 | 13  | 11  | 55  | 45   | 36    |
| 7   | San Martín Mendoza                  | 38    | 14 | 13  | 11  | 55  | 51   | 46    |
| 8   | Belgrano Córdoba                    | 38    | 14 | 11  | 13  | 53  | 41   | 44    |
| 9   | San Martín San Juan                 | 38    | 13 | 13  | 12  | 52  | 40   | 34    |
| 10  | Ferro Carril Oeste                  | 38    | 12 | 16  | 10  | 52  | 47   | 42    |
| 11  | Unión Santa Fe                      | 38    | 12 | 15  | 11  | 51  | 53   | 55    |
| 12  | Talleres Córdoba                    | 38    | 11 | 16  | 11  | 49  | 45   | 37    |
| 13  | Godoy Cruz Antonio Tomba            | 38    | 12 | 11  | 15  | 47  | 50   | 54    |
| 14  | Racing Córdoba                      | 38    | 11 | 13  | 14  | 46  | 53   | 55    |
| 15  | Club El Porvenir                    | 38    | 11 | 13  | 14  | 46  | 35   | 44    |
| 16  | Chacarita Juniors                   | 38    | 11 | 12  | 15  | 45  | 53   | 57    |
| 17  | Juventud Antoniana Salta            | 38    | 10 | 15  | 13  | 45  | 46   | 51    |
| 18  | Defensa y Justicia Buenos Aires     | 38    | 9  | 13  | 16  | 40  | 35   | 45    |
| 19  | Defensores de Belgrano Buenos Aires | 38    | 11 | 7   | 20  | 40  | 41   | 54    |
| 20  | Sarmiento Junín                     | 38    | 7  | 10  | 21  | 31  | 45   | 74    |

Bezpośrednio do I ligi awansował mistrz II ligi Tiro Federal Rosario i wicemistrz II ligi Gimnasia y Esgrima Jujuy. Na ich miejsce z I ligi spadły: ostatni w tabeli spadkowej Huracán Tres Arroyos i przedostatni w tabeli spadkowej Almagro Buenos Aires.

## Torneo Reducido

### 1/2 finału
| Data            | Mecz |
| --------------- | --- |
| 22 czerwca 2005 | San Martín Mendoza - CAI Comodoro Rivadavia 3:1 Leonardo Abálsamo 56, Carlos Coria 63k, Lucas Nardi 67 - Lucas Rodríguez 69 |
| 23 czerwca 2005 | Nueva Chicago Buenos Aires - Atlético Rafaela 0:0                                                                           |
| 25 czerwca 2005 | CAI Comodoro Rivadavia - San Martín Mendoza 2:1 Lucas Rodríguez 29, Martín Cabrera 36 - Leonardo Abálsamo 50                |
| 26 czerwca 2005 | Atlético Rafaela - Nueva Chicago Buenos Aires 2:1 Sergio Marclay 20, Franco Mendoza 52 - Nicolás Guevara 30                 |

### Finał
| Data            | Mecz |
| --------------- | --- |
| 29 czerwca 2005 | San Martín Mendoza - Atlético Rafaela 0:0 |
| 3 lipca 2005    | Atlético Rafaela - San Martín Mendoza 4:1 Franco Mendoza 45, Sergio Marclay 60, Gonzalo Del Bono 77, Juan Pietravallo 93 - Israel Damonte 58 |

Zwycięzca Torneo Reducido, klub Atlético Rafaela, jako drugi obok klubu CA Huracán uzyskał prawo gry w barażu o awans do pierwszej ligi z zespołem pierwszoligowym (czwartym od końca klubem w pierwszoligowej tabeli spadkowej).

## Mecze barażowe o awans do I ligi
| Data          | Mecz |
| ------------- | --- |
| 6 lipca 2005  | Atlético Rafaela - Argentinos Juniors Buenos Aires 2:1 Sergio Marclay 57, Federico García 76 - Leonardo Pisculichi 80k |
| 6 lipca 2005  | CA Huracán - Instituto Córdoba 1:2 Nahuel Fioretto 3 - Josemir Lujambio 22, Santiago Raymonda 68                       |
| 10 lipca 2005 | Argentinos Juniors Buenos Aires - Atlético Rafaela 3:0 Matias Córdoba 65, 85, Claudio Marini 89                        |
| 10 lipca 2005 | Instituto Córdoba - CA Huracán 1:0 Santaigo Raymonda 30                                                                |

Żaden z drugoligowych klubów nie zdołał awansować do pierwszej ligi.

## Tabela spadkowa
O tym, które kluby drugoligowe spadną do III ligi decydował dorobek punktowy w przeliczeniu na jeden rozegrany mecz uzyskany przez kluby w ostatnich trzech sezonach.

### Baraże o miejsce w tabeli spadkowej
| Data            | Mecz |
| --------------- | --- |
| 23 czerwca 2005 | San Martín San Juan - Racing Córdoba 1:0 Mauricio Piersimone 20 mecz rozegrany został na neutralnym boisku        |
| 25 czerwca 2005 | Defensores de Belgrano Buenos Aires - Chacarita Juniors 0:0, karne 4:5 mecz rozegrany został na neutralnym boisku |

### Tabela
| Poz | Klub                                | 2002/03 pkt/m | 2003/04 pkt/m | 2004/05 pkt/m | Razem pkt/mecze | Średnia |
| --- | ----------------------------------- | ------------- | ------------- | ------------- | --------------- | ------- |
| 1   | Atlético Rafaela                    | 77/38         | 0/0           | 58/38         | 135/76          | 1.7763  |
| 2   | CA Huracán                          | 0/0           | 54/38         | 61/38         | 115/76          | 1.5132  |
| 3   | Tiro Federal Rosario                | 0/0           | 50/38         | 63/38         | 113/76          | 1.4868  |
| 4   | Nueva Chicago Buenos Aires          | 0/0           | 0/0           | 55/38         | 55/38           | 1.4474  |
| 5   | Gimnasia y Esgrima Jujuy            | 48/38         | 49/38         | 67/38         | 164/114         | 1.4386  |
| 6   | Godoy Cruz Antonio Tomba            | 58/38         | 58/38         | 47/38         | 163/114         | 1.4298  |
| 7   | Belgrano Córdoba                    | 52/38         | 57/38         | 53/38         | 162/114         | 1.4211  |
| 8   | Ferro Carril Oeste                  | 0/0           | 54/38         | 52/38         | 106/76          | 1.3947  |
| 9   | San Martín Mendoza                  | 62/38         | 42/38         | 55/38         | 159/114         | 1.3947  |
| 10  | CAI Comodoro Rivadavia              | 45/38         | 47/38         | 61/38         | 153/114         | 1.3421  |
| 11  | Unión Santa Fe                      | 0/0           | 47/38         | 51/38         | 98/76           | 1.2895  |
| 12  | Talleres Córdoba                    | 0/0           | 0/0           | 49/38         | 49/38           | 1.2895  |
| 13  | Defensa y Justicia Buenos Aires     | 55/38         | 48/38         | 40/38         | 143/114         | 1.2544  |
| 14  | Juventud Antoniana Salta            | 53/38         | 42/38         | 45/38         | 140/114         | 1.2281  |
| 15  | Club El Porvenir                    | 42/38         | 52/38         | 46/38         | 140/114         | 1.2281  |
| 16  | San Martín San Juan                 | 36/38         | 50/38         | 52/38         | 138/114         | 1.2105  |
| 17  | Racing Córdoba                      | 0/0           | 0/0           | 46/38         | 46/38           | 1.2105  |
| 18  | Chacarita Juniors                   | 0/0           | 0/0           | 45/38         | 45/38           | 1.1842  |
| 19  | Defensores de Belgrano Buenos Aires | 49/38         | 46/38         | 40/38         | 135/114         | 1.1842  |
| 20  | Sarmiento Junín                     | 0/0           | 0/0           | 31/38         | 31/38           | 0.8158  |

Do trzeciej ligi spadły bezpośrednio dwa kluby - najgorszy w tabeli spadkowej klub prowincjonalny (Sarmiento Junín) oraz najgorszy w tabeli spadkowj klub stołeczny (Defensores de Belgrano Buenos Aires).
Na ich miejsce awansowały: mistrz III ligi stołecznej (Primera C Metropolitana) klub CA Tigre oraz mistrz III ligi prowincjonalnej (Torneo Argentino A) klub Ben Hur Rafaela.

## Baraże o utrzymanie się w II lidze

### Metropolitana
Przedostatni z klubów stołecznych w tabeli spadkowej, klub Chacarita Juniors zmierzył się ze zwycięzcą turnieju Reducido III ligi stołecznej (Primera C Metropolitana), klubem CA Platense.
| Data         | Mecz                                                                          |
| ------------ | ----------------------------------------------------------------------------- |
| 2 lipca 2005 | CA Platense - Chacarita Juniors 1:1 Carlos Lovera 13 - Luis Cerutti 83        |
| 9 lipca 2005 | Chacarita Juniors - CA Platense 1:1 Ignacio Piatti 85 - Gonzalo Bergessio 94+ |

Ponieważ klub niższej klasy, by awansować, musiał wykazać wyższość, wobec remisowego bilansu dwumeczu klub CA Platense pozostał w III lidze, a klub Chacarita Juniors utrzymał się w II lidze.

### Interior
Przedostatni, spośród klubów prowincjonalnych, w tabeli spadkowej klub Racing Córdoba zmierzył się z wicemistrzem III ligi prowincjonalnej (Torneo Argentino A), klubem Aldosivi Mar del Plata.
| Data         | Mecz |
| ------------ | --- |
| 3 lipca 2005 | Aldosivi Mar del Plata - Racing Córdoba 1:0 Carlos Paratore 69                                                         |
| 9 lipca 2005 | Racing Córdoba - Aldosivi Mar del Plata 2:3 Mauro Poy 65, Daniel Albornós 96k - Pablo Corti 61, Rómulo Severini 64, 88 |

Klub Racing Córdoba spadł do III ligi prowincjonalnej, a na jego miejsce awansował klub Aldosivi Mar del Plata.